# Uferbereiche Großer Wummsee, Twern- und Giesenschlagsee (MV)
Uferbereiche Großer Wummsee, Twern- und Giesenschlagsee (MV) este o arie protejată (arie specială de conservare — SAC, sit de importanță comunitară — SCI) din Germania întinsă pe o suprafață de 271 ha, integral pe uscat.

## Localizare
Centrul sitului Uferbereiche Großer Wummsee, Twern- und Giesenschlagsee (MV) este situat la coordonatele 53°11′37″N 12°47′47″E / 53.1936°N 12.7964°E.

## Înființare
Situl Uferbereiche Großer Wummsee, Twern- und Giesenschlagsee (MV) a fost declarat sit de importanță comunitară în decembrie 1999 pentru a proteja 3 specii de animale. Situl a fost protejat și ca arie specială de conservare în august 2016.

## Biodiversitate
Situată în ecoregiunea continentală, aria protejată conține 5 habitate naturale: Ape puternic oligomezotrofe cu vegetație bentonică cu Chara spp., Lacuri eutrofice naturale cu vegetație de tip Magnopotamion sau Hydrocharition, Păduri de fag Luzulo-Fagetum, Păduri de fag Asperulo-Fagetum, Păduri aluvionare cu Alnus glutinosa și Fraxinus excelsior (Alno-Padion, Alnion incanae, Salicion albae).
La baza desemnării sitului se află mai multe specii protejate:
- mamifere (1): vidră de râu (Lutra lutra)
- nevertebrate (2): Anisus vorticulus, Vertigo moulinsiana